# 许富华
许富华（1966年2月—），山东成武人，汉族，无党派人士。中华人民共和国政治人物、第十三届全国人民代表大会山东地区代表。
2018年2月24日，当选为第十三届全国人大代表。